# Kelly Khumalo
Kelly Khumalo (Spruitview, Katlehong, Dél-afrikai Köztársaság, 1984. november 1. – ) dél-afrikai énekes, színész, táncos.

## Lemezek
- TKO (2005)
- Itshitshi (2006)
- Siyajabula ( 2007)
- Simply Kelly (2008)
- The Past, The Present, The Future (2012)
- Back To My Roots (2014)
- My truth (2017)